# Clémentine chérie
Clementine chérie es una película francesa de 1964 dirigida por Pierre Chevalier.

## Sinopsis
Un descubrimiento de laboratorio, que permite fabricar ropa de baño elástica y especialmente permeable a los rayos del sol, cambia la suerte de un valiente empleado de una fábrica textil.

## Reparto
- France Anglade: Clémentine Bellus, hija de Gaston e Yvonne Bellus.
- Pierre Doris: Papa Gaston Bellus, director del servicio de investigación de la FBI (Fibra Belga Industrial).
- Michel Serrault: Maestro Brunet, el ujier que debe controlar el bronceado completo de las modelos.
- Philippe Noiret: Edgar Hoover, presidente y director ejecutivo de la FBI.
- Adrienne Servantie: Maman Yvonne Bellus, esposa de Gaston.
- Jacques Dufilho: el buen español.
- Noël Roquevert: el conserje de las instalaciones de la FBI.
- Jean Tissier: Versigny, el instructor de autoescuela.
- Jean Richard: Auguste, el provinciano que viene a comprar un arma.
- Claude Nicot: Alain, un caballero que asiste a Clementine.
- Max Montavon: el ascensorista de la sede de la FBI.
- Guy Lux: él mismo como presentador de televisión.
- Michel Galabru: ingeniero de investigación del FBI.
- Philippe Doris: Gaston Jeune, empleado de Galeries Lafayette.
- Astrid Caron: la vedette de enfrente.
- Max Desrau: el fotógrafo profesional.
- Mischa Auer: el decorador del nuevo apartamento.
- Florence Blot: el ayudante del ingeniero.
- Sacha Briquet: el anfitrión de la ceremonia de Miss.
- Georges Lycan: el guardaespaldas de la vedette.
- Jacqueline Huet: el locutor que lanza el Interludio.
- Francis Blanche: el importuno en la ceremonia de Miss (sin acreditar).
- Léon Zitrone: él mismo en la televisión (imagen de archivo).
- Maria Grazia Buccella (acreditada como Graziella Buccella): «Miss Italia».
- Corrado Olmi: diseñador de moda de la FBI.
- Claudie Dupin: Olga, la secretaria que representa a « Miss Suecia ».
- Charles Bayard: el transeúnte.
- André Badin: el conserje de Passy.
- Dany Logan: él mismo como invitado que gira sobre la música de Mozart.
- Marcel Loche: miembro de la Junta Directiva de la FBI.
- Rita Pavone: ella misma cantando.
- Bernard Dumaine: un productor de televisión.
- Jean-Claude Michel (solo voz, sin acreditar): el narrador.